# Rhinolophus siamensis
Rhinolophus siamensis är en fladdermus i familjen hästskonäsor som förekommer i Sydostasien. Populationen listades en längre tid som underart till Rhinolophus macrotis och sedan 1999 godkänns den som art.
Denna fladdermus har i genomsnitt en 38 mm lång kropp (huvud och bål) och en 14 mm lång svans. Underarmarna är 36 till 41 mm långa, öronen är 19 till 22 mm stora och bakfötterna är cirka 9 mm långa. Djurets öron är jämförd med huvudet påfallande stora. Den korta pälsen har på ovansidan en brun färg och buken är ljusare brunaktig. Hudflikarna på näsan (bladet) har en hästskoliknande grundform.
Arten förekommer från södra Kina (Yunnan) till Thailand, Laos och Vietnam. Antagligen lever den liksom nära släktingar i städsegröna skogar och vilar i kalkstensgrottor. Lätet som används för ekolokaliseringen har en frekvens av 51 kHz.
Rhinolophus siamensis listas på grund av sitt stora utbredningsområde som livskraftig (LC).